# Pimoidae
Los pimoidos (Pimoidae) son una pequeña familia de arañas araneomorfas, que forman parte de la superfamilia de los araneoideos (Araneoidea), junto con trece familias más entre las que destacan, por su número de especies: Linyphiidae, Araneidae, Theridiidae y Tetragnathidae.
La familia más próxima de los pimoidos es la de los linífidos.

## Distribución
Son un grupo reliquia con especies que sobreviven en zonas muy pequeñas y dispersas del planeta. Así pues, se encuentran especies en puntos de Europa (Alpes, Apeninos, cordillera Cantábrica), América (costa oeste de Norteamérica) y en el Himalaya. En 2003 se encontró una nueva especie en Japón.
Esta distribución indica que existió un antecesor que ocupaba toda la zona holártica.

## Sistemática
Con la información recogida hasta el 31 de diciembre de 2011, esta familia cuenta con 37 especies descritas comprendidas en 4 géneros:
- Nanoa Hormiga, Buckle & Scharff, 2005
- Pimoa Chamberlin & Ivie, 1943
- Weintrauboa Hormiga, 2003
- Putaoa Hormiga & Tu, 2008